# Нис, Максим
Максим Нис (нидерл. Maxim Nys; 28 октября 1996 года, Бельгия) — бельгийский футболист, играющий на позиции полузащитника. Ныне выступает за бельгийский клуб «Хейст» из Любительского дивизиона 1.

## Клубная карьера
Нис является воспитанником клуба «Васланд-Беверен». С сезона 2016/2017 тренируется с основной командой. 30 июля 2016 года дебютировал в Лиге Жюпиле в поединке против «Шарлеруа», выйдя на замену на 90-й минуте вместо Франсуа Марке. Всего за «Васланд-Беверен» выходил в шести матчах.
В 2018 году Нис перешёл в клуб «Дендер», выступавший в Первом любительском бельгийском дивизионе. В 2020 году перебрался в клуб того же дивизиона - «Хейст».